# 양구두미재
양구두미재(兩邱頭尾-, Yanggudumijae)는 강원특별자치도 횡성군 둔내면과 평창군 봉평면을 연결하는 고개이다. 태기산의 8부 능선에 위치하며 높이는 해발 980m이다. 국도 제6호선이 이 곳을 지난다.